# AS Pro Belvedere Calcio Vercelli
AS Pro Belvedere Calcio Vercelli was een Italiaanse voetbalclub uit Vercelli.
Op 6 augustus 2010 veranderde de club zijn naam in FC Pro Vercelli 1892.

## Geschiedenis
De club werd opgericht in 1912 en de clubkleuren waren geel en groen.
Pro Belvedere fuseerde in de zomer van 2006 met AS Trino Calcio.